# Diploblechnum integripinnulum
Diploblechnum integripinnulum là một loài thực vật có mạch trong họ Blechnaceae. Loài này được (Hayata) Hayata mô tả khoa học đầu tiên năm 1927.